# Vlagyivosztoki nemzetközi repülőtér
A Vlagyimir Klavgyijevics Arszenyjev Vlagyivosztok nemzetközi repülőtér (IATA: VVO, ICAO: UHWW) oroszul: Международный аэропорт Владивосток имени В.К. Арсеньева Vlagyivosztok városától 44 km-re északra elhelyezkedő nemzetközi repülőtér. Rendszeres járatok indulnak innen Észak- és Dél-Korea, Kína, valamint charterjáratok Japán és Vietnám városai felé. A külföldi járatok mellett napi rendszerességgel mennek gépek Moszkva, Habarovszk, Petropavlovszk-Kamcsatszkij, Juzsno-Szahalinszk, továbbá Szentpétervár, Irkutszk, Novoszibirszk, Jekatyerinburg és más orosz városok reptereire.
Két különálló repülőtérből áll. A kisebbik, a Tavi források két futópályát tartalmaz, mindkettő 21 m széles, a hosszabbik 1000 m, ez a helyi járatok fogadására szolgál. A kisebbik futópálya 600 m, ezt a helyi repülőklub és egyéb polgári gépek veszik igénybe.
A másik reptér, a Nyugat-Knyevicsi fogadja a nemzetközi járatokat. Szintén két futópályája van, a hosszabb 3500 m/60 m, a másik 2700 m/60 m. Ezeken a következő típusú gépek tudnak leszállni: An–124, Il–62, Il–76, Il–86, Tu–134, Tu–154, Tu–204, Airbus A310, Airbus A320, Boeing 737, Boeing 747, Boeing 757, Boeing 767, Jak–40 és más gépek, beleértve a bármely típusú helikoptereket is.
A repülőtér 2019. május 31-étől Vlagyimir Klavgyijevics Arszenyjev geográfus nevét viseli.

## Forgalom
Az utasforgalom az elmúlt években az alábbi módon változott:
| Utasok száma | 1 003 850 | 1 263 024 | 1 457 000 | 1 853 000 | 1 792 000 | 1 828 837 | 2 171 922 | 3 079 344 | 1 292 560 | 2 065 000 |
|              | 2008      | 2010      | 2011      | 2013      | 2014      | 2016      | 2017      | 2019      | 2020      | 2022      |

## Fordítás
- Ez a szócikk részben vagy egészben  a(z)   Владивосток (аэропорт) című orosz Wikipédia-szócikk fordításán alapul.  Az eredeti cikk szerkesztőit annak laptörténete sorolja fel. Ez a jelzés csupán a megfogalmazás eredetét és a szerzői jogokat jelzi, nem szolgál a cikkben szereplő információk forrásmegjelöléseként.